# Michael Habeck
Michael Habeck (Bad Grönenbach, 23 aprile 1944 – Monaco di Baviera, 4 febbraio 2011) è stato un attore, doppiatore e regista teatrale tedesco.

## Biografia
Michael Habeck nacque a Bad Grönenbach il 23 aprile 1944. Ha iniziato a recitare negli anni settanta prendendo parte soprattutto in ruoli televisivi, ma è stato attivo anche al cinema, in film famosi come Il nome della rosa con Sean Connery.